# Birthana basiflava
Birthana basiflava är en fjärilsart som beskrevs av Semper 1899. Birthana basiflava ingår i släktet Birthana och familjen Immidae. Inga underarter finns listade i Catalogue of Life.